# Доага (Вранча)
Доага (рум. Doaga) насеље је у Румунији у округу Вранча у општини Гароафа. Oпштина се налази на надморској висини од 48 m.

## Становништво
Према подацима из 2002. године у насељу је живело 275 становника, од којих су сви румунске националности.